# Carl Friedrich von Dachröden
Carl Friedrich von Dachröden (* 6. Mai 1705 in Quedlinburg; † 28. September 1742 in Berlin) war ein deutscher Präsident der Landesregierung und des Konsistoriums im Herzogtum Magdeburg sowie Hof- und Kammergerichtsrat.

## Leben
Er stammte aus der Linie Thalebra des thüringischen Adelsgeschlechts von Dachröden und war der Sohn von Georg Anton von Dachröden. Marie Sophie von Hopffgarten war seine jüngere Schwester und wurde von dieser und der zweiten Schwester ausgezahlt, die das väterliche Rittergut Grumbach übernahmen. Er schlug eine Verwaltungslaufbahn ein. In Magdeburg wurde er zum Regierungspräsidenten ernannt. Verheiratet war er mit Charlotte Ludmilla von Posadowsky, mit der er den Sohn Karl Friedrich von Dacheröden hatte.